# سینتیا والدز
سینتیا والدز (به انگلیسی: Cynthia Valdez) ژیمناست زادهٔ ۱۱ دسامبر ۱۹۸۷ میلادی اهل کشور مکزیک است.